# Nyárád, Veszprém
Nyárád  este un sat în districtul Pápa, județul Veszprém, Ungaria, având o populație de 949 de locuitori (2011). 

## Demografie
Componența etnică a satului Nyárád
     Maghiari (94,52%)
     Romi (4,29%)
     Necunoscut (0,36%)
     Germani (0,83%)
     Alții (0,36%)
Componența confesională a satului Nyárád
     Romano-catolici (43,73%)
     Reformați (26,98%)
     Luterani (3,79%)
     Fără religie (3,27%)
     Necunoscută (22,23%)
     Alte religii (1,69%)
Conform recensământului din 2011, satul Nyárád avea 949 de locuitori. Din punct de vedere etnic, majoritatea locuitorilor (94,52%) erau maghiari, cu o minoritate de romi (4,29%). Apartenența etnică nu este cunoscută în cazul a 0,36% din locuitori. Nu există o religie majoritară, locuitorii fiind romano-catolici (43,73%), reformați (26,98%), luterani (3,79%) și persoane fără religie (3,27%). Pentru 22,23% din locuitori nu este cunoscută apartenența confesională.